# Sebastián Támara
Sebastián Tamara Manrrique (Cúcuta, Norte de Santander, Colombia, 10 de mayo de 1996) es un futbolista colombiano que juega de mediocampista o delantero y actualmente milita en el Club Deportivo La Equidad de la Categoría Primera A de Colombia.

## Clubes
| Club              | País     | Año           |
| ----------------- | -------- | ------------- |
| Atlético Nacional | Colombia | 2015 - 2016   |
| Leones            | Colombia | 2017          |
| Clan Juvenil      | Ecuador  | 2018          |
| Boyacá Chicó      | Colombia | 2021-presente |

## Palmarés

### Campeonatos nacionales
| Título              | Club              | País     | Año  |
| ------------------- | ----------------- | -------- | ---- |
| Torneo Finalización | Atlético Nacional | Colombia | 2015 |
| Copa Colombia       | Atlético Nacional | Colombia | 2016 |
| Superliga           | Atlético Nacional | Colombia | 2016 |